# Projet d'appui aux commissions locales de récupération des armes légères
 (décembre 2008).
Si vous disposez d'ouvrages ou d'articles de référence ou si vous connaissez des sites web de qualité traitant du thème abordé ici, merci de compléter l'article en donnant les références utiles à sa vérifiabilité et en les liant à la section « Notes et références ».
Le projet d'appui aux commissions locales de récupération des armes légères (PACLRAL) s'est fixé comme objectif spécifique le renforcement de la sécurité dans la boucle du fleuve Niger au Mali à travers le développement d'une économie solidaire. Il est le résultat d'un partenariat entre le Royaume de Belgique et la République du Mali. Il couvre les 52 communes de la région de Tombouctou et 4 communes limitrophes. Il est exécuté par une cellule de coordination avec un chargé de projet. L'ordonnateur du projet est le président de la Commission nationale de lutte contre la prolifération des armes légères, logée à la Présidence.
Du 12 au 19 février 2008, la Commission nationale de lutte contre la prolifération des armes légères (CNLPAL) a fait évaluer les activités de sensibilisation et de récupération des Commissions Locales. La mission d’évaluation  s’est rendue successivement dans les chefs lieux de régions et cercles, ainsi que dans certaines communes rurales couverts par le programme, en vue de recenser, et d’évaluer sur le terrain, la situation des armes et munitions récupérées et de faire le point des demandes de régularisation  des permis de port d’armes.
Au cours de cette mission, il a été constaté une vive motivation de la population et leur adhésion aux objectifs du projet. Certaines populations hésitent à déposer leurs armes, car demeurent sceptiques quant à leur sécurité, ainsi que la viabilité des engagements du projet. Aussi, elles attendent de voir le résultat de ce volet, pour être plus motivées.
La mission a mis à profit ce contact direct avec la population, pour amorcer un dialogue franc, afin de lever toute équivoque quant au financement des projets d’initiatives solidaires tant par les fonds fixes déjà mis à la disposition de l’ANICT que par les fonds variables qui seront calculés et validés immédiatement avec les résultats de l’évaluation en cours.
À la suite de l'évaluation, 1 358 armes et plus de 9 000 munitions ont été récupérées de plusieurs types. 
Le projet d'appui aux commissions locales de récupération des armes légères de Tombouctou est arrivé à terme le 18 novembre 2009. 